# Až do smrti (Star Trek: Stanice Deep Space Nine)
Až do smrti (v anglickém originále To the Death) je v pořadí dvacátá třetí epizoda čtvrté sezóny seriálu Star Trek: Stanice Deep Space Nine.

## Příběh
Defiant se vrací z mise, ve které odrazil breenské nájezdníky od bajorské kolonie. Pohled na stanici Deep Space Nine ovšem není vůbec příjemný, napadla ji jem'hadarská loď a Defiant se vydá ji pronásledovat.
Záhy narazí na poškozenou jem'hadarskou loď, které selhává reaktor. Sisko transportuje na palubu Deifantu šest Jem'Hadarů a Vortu Weyouna, který jim velí. Podle Weyouna nejsou oni zodpovědní za útok na DS9, ale odpadličtí Jem'Hadarové, kteří zradili přísahu Dominionu. Odpadlíci totiž chtějí využít jednu z iconianských bran na Vandrosu IV a proto ze stanice ukradli materiál. Weyoun za tuto informaci žádá, aby mohl odpadlíky zabít. Benjamin Sisko pochopí vážnost situace a kývne na spolupráci. Obě skupiny by při útoku měly spolupracovat, jenže vzájemné poznávání se příliš nedaří. Navíc při večeři Toman'torax napadne Worfa a jeho nadřízený Omet'iklan mu za porušení disciplíny zlomí vaz.
Překvapivý útok na bránu nevyjde, protože ta vyřadila všechny energetické zbraně. I přesto, že je výsadek napaden odpadlíky, podaří se mu probojovat až k bráně a Miles ji výbušninou zničí. Po detonaci se na místě objeví Weyoun, kterého vzápětí Omet'iklan zastřelí, protože Vorta podle něj pochyboval o jeho loajalitě. Jem'Hadarové zůstanou na planetě, aby eliminovali i zbylé odpadlíky a posádka Defiantu se vrátí na svou loď k cestě domů.